# Sabrina Jaquet
Pour les articles homonymes, voir Jaquet.
Sabrina Jaquet est une badiste suisse, née le 21 juin 1987 à La Chaux-de-Fonds, domicilié à Berne elle évolue actuellement avec Issy-les-Moulineaux Badminton Club. Elle participe aux Jeux olympiques d'été de 2012. 

## Biographie
En 2012, Sabrina Jaquet participe au simple dame des Jeux olympiques à la Wembley Arena. Dans le groupe E, elle affronte Saina Nehwal, tête de série numéro 4 du tournoi, et Lianne Tan, et perd ses deux matchs. Quatre ans plus tard, elle se qualifie à nouveau pour le tournoi de simple dame aux Jeux olympiques de Rio, mais perd à nouveau ses deux matchs contre Kirsty Gilmour et Linda Zetchiri.
En 2017, elle remporte la médaille de bronze lors des championnats d'Europe.

## Palmarès
Championne de France 2012 avec Issy-les-Moulineaux Badminton Club[réf. nécessaire]. 
Elle remporte le titre de champion de France 2012 en battant Chambly lors du mixte en or avec Laurent Constentein 21-14.